# Disfagia orofaringea
Per  disfagia orofaringea  in campo medico, si intende una forma di disfagia, un disturbo dovuto all'alterazione del meccanismo della deglutizione, dove si riscontra la difficoltà del cibo (sia solido che liquido) di passare dall'orofaringe all'esofago.

## Epidemiologia
Anche se non sono molte le casistiche al riguardo si sta riscontrando maggiormente negli anziani e l'incidenza del disturbo sta aumentando anche per via del relativo aumento dell'età media mondiale.

## Eziologia
La nascita di tale patologia è di carattere neurologico-muscolo-scheletrico. Fra le varie malattie vi è la malattia di Parkinson, la sclerosi multipla  e l'ictus, ma può anche essere dovuto alla presenza di masse tumorali alla testa o al collo.

## Sintomatologia
Fra i sintomi e i segni clinici si riscontrano: difficoltà di deglutizione, tosse, rigurgito nasale e più generalmente dolore toracico.

## Diagnosi
Fra i vari esami che sono necessari per una diagnosi vi sono:
- Esofagogramma con bario
- Videofluoroscopia (VFS) in combinazione con la manometria faringo-esofagea[1]
- Scintigrafia
- Videofibrolaringoscopia (FEES) tramite fibre ottiche, con ingresso dal naso
- Ultrasonografia

che permettono una valutazione dinamica della fase faringea della deglutizione; si ricercano ristagni di bolo o saliva in laringe, aspirazione di bolo o saliva in trachea, alterato funzionamento del riflesso di deglutizione o dei muscoli interessati, reflusso gastroesofageo.

## Terapia
Farmacologica o chirurgica, a seconda della causa primaria.